# غريغ تومسون (سياسي)
غريغ تومسون هو سياسي كندي، ولد في 28 مارس 1947 في كندا. حزبياً، نشط في حزب المحافظين الكندي. وقد انتخب عضو مجلس العموم الكندي.